# Ted Osborne
Pour les articles homonymes, voir Osborne.
Ted Osborne, né le 6 février 1900 et mort le 12 mars 1968), est un scénariste de la Walt Disney Company.

## Biographie
Ted Osborne travaille dans un premier temps comme scénariste et directeur pour la station radiophonique KHJ dans les années 1920. En 1931, il est embauché chez Disney à mi-temps pour développer une émission de radio autour de Mickey. Ce projet avorta mais Osborne reste pour intégrer l'équipe de Floyd Gottfredson en tant que scénariste pour la page du dimanche du comic strip Mickey Mouse. Il alterne le rôle de scénariste des comics strips avec Merrill De Maris. Il est chargé par la suite des scénarios des strips adaptant des dessins animés de Silly Symphonies dont Une petite poule avisée (1934), Elmer l'éléphant (1937) et une série de gags de Donald Duck de 1936 à 1937. Pour cette série, il collabore avec Al Taliaferro et vont, ensemble, créer les neveux de Donald, Riri, Fifi et Loulou. Fin 1937, il rejoint une équipe de scénaristes pour le développement de Bambi (1942). Lorsque son équipe fut démantelée, il espérait retourner sur les histoires de Mickey mais De Maris occupe désormais la place à temps plein. Il quitte Disney pour ensuite diriger un studio de photographie. 